# 卡姆亞內茨凱
50°24′40″N 35°7′33″E / 50.41111°N 35.12583°E
卡姆亞內茨凱（羅馬化：Kamianetske）是位於烏克蘭東北部的村莊，由蘇梅州奧赫特爾卡區的特羅斯佳內茨市鎮負責管轄。該村處於沃爾斯克拉河右岸，海拔高度109米，2001年人口284。